# Adolf Jensen
Adolf Jensen (12 de enero de 1837–23 de enero de 1879) era un pianista, compositor y profesor de música alemán, hermano de Gustav Jensen (1843–1895), que era violinista y compositor.

## Biografía
Jensen nació en 1837 en Königsberg en una familia de músicos. A pesar de que era en gran parte autodidacto, él también fue enseñado por Louis Ehlert, Louis Köhler y Friedrich Marpurg (1825–1884). Marpurg era el director del Teatro de Königsberg y el bisnieto del teórico de música Friedrich Wilhelm Marpurg. En 1856 Jensen fue a Rusia para enseñar con la esperanza de ganar bastante dinero para tomar lecciones con Robert Schumann con quien se había enviado correspondencia. Sin embargo, Schumann muere mientras tanto. En 1857  se convirtió en el director de música del teatro de la ciudad de Posen. Entre 1858 y 1860 Jensen vivió en Copenhague y se hizo amigo de Niels Gade. Regresó a Königsberg y compuso mucha de su música durante aquel tiempo.  Enseñó piano avanzado en la escuela de Carl Tausig: "Schule des höheren Clavierspiels" en Berlín desde 1866 hasta 1868 cuando la enfermedad le forzó a retirarse.  Marchó para Dresden, después a Graz en 1870 y finalmente a Baden-Baden donde  muere de tuberculosis a la edad de 42.

## Trabajos
Jensen escribió sobre 160 canciones de arte así como piezas corales. Su música para piano incluye una Sonata en F-menor agudo (Op. 25), un conjunto de 25 Études (Op. 32), y Erotikon, Op. 44, siete piezas que describen escenas de leyendas griegas.  También escribió música para piano de cuatro manos.
Su música orquestal constó de una Obertura de Concierto en E menor y un Geistliches Tonstück.  Empezó su trabajo en ópera con Dado de ópera Erbin von Montfort en 1864-65, pero no lo acabó.  Después de su muerte, Wilhelm Kienzl adaptó la música a un nuevo libretto, Turandot, escrito por la hija de Jensen, Elsbeth, quien escribió bajo el seudónimo "Egbert Jensen".

## Lectura avanzada
Petty, Wayne C. (2003). «Brahms, Adolf Jensen and the Problem of the Multi-Movement Work». Music Analysis (en inglés) 22 (1-2): 105-137. ISSN 0262-5245.